# روان‌شناسی اجتماعی
روان‌شناسی اجتماعی مطالعه موضوعات، مشکلات و مسائل مرتبط با روان‌شناسی و جامعه است. روان‌شناسی اجتماعی، اثرات حضور دیگران را بر رفتار فرد یا رفتار خود را تحت تأثیر گروه، مورد بررسی و مطالعه قرار می‌دهد. روشن است که تأثیر دیگران بر فرد، مستلزم وجود روابط متقابل بین خود با دیگران است. بنابراین، به یک تعریف دیگر روان‌شناسی اجتماعی به عنوان علم مطالعه رفتار متقابل بین انسان‌ها یا علم مطالعه تعامل انسان‌ها شناخته می‌شود.
به عبارت دیگر، روان‌شناسی اجتماعی روش مطالعهٔ علمی رفتار و واکنش و عملکردهای فرد در حضور جمع یا حضور تلویحی افراد است. تفاوت روان‌شناسی اجتماعی با جامعه‌شناسی در این است که جامعه‌شناسی کلیات جامعه از جمله آمار، مهاجرت، نسبت تعداد افراد بر اساس جنسیت و حرکت جامعه به سوی گرایش خاص را بررسی می‌کند، اما روان‌شناسی اجتماعی رفتار فرد در جامعه را بررسی می‌کند و تفاوت آن با روان‌شناسی عمومی تنها یک تفاوت اعلام شده‌است که روان‌شناسی عمومی به بررسی مسائلی عمومی‌تر می‌پردازد. 
کتاب روان‌شناسی اجتماعی به تألیف الیوت ارونسون یکی از کتاب‌های معتبر این رشته‌ است.
روان‌شناسی اجتماعی به مطالعه تمامی حرکات، افکار، رفتارها و کنش‌ها و واکنش‌های فرد در فضای جامعه می‌پردازد که فرد برای رفع نیازهای جنسی و غریزی خود بروز می‌دهد؛ بنابراین اگر برخی رفتارهای فرد در جامعه ناشی از چیزی غیر از رفع نیاز باشد روان‌شناسی اجتماعی به آن نمی‌پردازد مثل اقدام فرد به حل یک مسئله ریاضی یا نفس کشیدن.
واژه‌های تفکر، احساسات و رفتار شامل متغیرهای رفتاری است که در هر انسانی قابل سنجش است.

## نظریه اتکا به گروه
نظریه اتکا به گروه به فرایندی اشاره دارد که در آن افراد برای کسب احساس امنیت، هویت اجتماعی و پشتیبانی عاطفی از گروه‌های اجتماعی اطراف خود استفاده می‌کنند. این گروه‌ها می‌توانند شامل خانواده، دوستان، همکاران، یا حتی گروه‌های بزرگ‌تر اجتماعی مانند نهادهای سیاسی یا دینی باشند. در واقع، طبق این نظریه، افراد در بسیاری از جنبه‌های زندگی خود به گروه‌ها و جوامع اطرافشان اتکا می‌کنند تا هویت فردی خود را شکل دهند و از آن‌ها پشتیبانی اجتماعی دریافت کنند.
این نظریه بر این اساس استوار است که انسان‌ها موجوداتی اجتماعی هستند که برای تکامل و رشد خود نیازمند تعامل با دیگران هستند. به عبارت دیگر، اتکا به گروه نه‌تنها به عنوان یک نیاز عاطفی بلکه به‌عنوان یک نیاز اجتماعی و روان‌شناختی اساسی مطرح است. این نظریه به‌ویژه در مطالعه‌ی روابط اجتماعی و فرآیندهای گروهی اهمیت زیادی دارد.

## مفهوم تفکر گروهی
تفکر گروهی به حالتی از تصمیم‌گیری در درون یک گروه اطلاق می‌شود که در آن اعضای گروه بیشتر بر حفظ همبستگی و اجماع گروهی تأکید دارند تا بر تحلیل منطقی و دقیق مسائل. در این وضعیت، افراد معمولا تمایل دارند تا نظرات یکسانی داشته باشند و از مخالفت با نظر اکثریت یا رهبر گروه پرهیز کنند. این پدیده معمولا در گروه‌هایی که در آن‌ها روابط نزدیک و همبسته وجود دارد یا در شرایطی که اعضا تحت فشار گروهی قرار می‌گیرند، بیشتر مشاهده می‌شود.
در تفکر گروهی، اعضای گروه به جای ارزیابی واقع‌گرایانه و انتقادی مسائل، تمایل دارند به‌طور غیرمنطقی بر تصمیم‌های گروهی صحه بگذارند، حتی اگر این تصمیمات نادرست یا مضر باشند. این پدیده می‌تواند در سطوح مختلف رخ دهد، از گروه‌های کوچک مانند تیم‌های کاری گرفته تا گروه‌های بزرگ‌تر مانند دولت‌ها یا شرکت‌های چندملیتی.

## هم‌گرایی اجتماعی
پدیده هم گرایی اجتماعی به‌طور کلی به معنای گرایش افراد به پذیرش و تطابق با هنجارهای اجتماعی و گروهی است. این هم‌گرایی ممکن است به صورت‌های مختلفی از جمله هم‌گرایی در رفتار، باورها، ارزش‌ها و نگرش‌ها تجلی یابد. در واقع، افراد در مواجهه با گروه‌ها و جامعه‌ها، به دلیل احساس نیاز به پذیرش اجتماعی، به‌طور ناخودآگاه خود را با معیارها و هنجارهای آن گروه‌ها تطبیق می‌دهند.